# Темиртау
Темиртау (на казахски: Теміртау) е град в Карагандинска област, Казахстан. Разположен е на брега на Самаркандското водохранилище, част от река Нура, на около 25 km северно от Караганда. Към 2015 г. населението му възлиза на 185 082 души.

## История
Селището е основано през 1905 г. от заселници от Самара, дошли вследствие Столипиновите реформи. Кръстено е Жаур. През 1909 г. Жаур е преименувано на Самаркандский. През 1939 г. е построено Самаркандското водохранилище, което се пълни с вода до 1961 г. На 1 октомври 1945 г. селището е преименувано на Темиртау (от казахски: „Желязна гора“) и получава статут на град. През 1950 г. е основан Карагандинският металургически комбинат. За строежа му са впрегнати много младежки отряди от всички краища на СССР, както и от други народи (основно от България). Поради лошите условия на живот и труд, населението се вдига на бунт на 1 август 1959 г. Друга причина за бунта е била, че на българите са били предоставяни по-добри условия, отколкото на местното население. Въстанието бива кърваво потушено от съветските власти няколко дни по-късно.

## Национален състав
Към 2014 г. населението на града е представено от: 56,86% руснаци, 29,19% казахи, 3,87% украинци, 2,21% немци, 2,20% татари.

## Икономика
Основната промишленост на града е металургията, представена от Карагандинския металургически комбинат, собственост на АрселорМитал. Също така работят предприятия за производство на цимент и азбестови продукти. Развита е и хранително-вкусовата промишленост. Градът разполага с 3 ТЕЦ.

## Култура
Темиртау е дом на много хореографски си ансамбли. Разполага с местен исторически музей и дворец на културата.

## Побратимени градове
- Зеница, Босна и Херцеговина[8]
- Каменское, Украйна[8]